# Hyalopeziza spinicola
Hyalopeziza spinicola är en svampart som beskrevs av Graddon 1977. Hyalopeziza spinicola ingår i släktet Hyalopeziza och familjen Hyaloscyphaceae.   Inga underarter finns listade i Catalogue of Life.